# Westdeutsche Allgemeine Zeitung
Il WAZ (abbreviato per Westdeutsche Allgemeine Zeitung) è il maggiore giornale regionale tedesco.
Venne fondato il 3 aprile 1948 a Essen da Erich Brost e Jakob Funke. Ha sede a Essen e una parte a Dortmund. WAZ viene pubblicato in 28 edizioni locali, dalla regione della Ruhr, fino alle città di Heiligenhaus e Velbert. La tiratura si aggira attorno ai 580.000 esemplari.
Dal febbraio 2002 Bodo Hombach è a capo della WAZ-Mediengruppe, assieme a Erich Schumann. Quest'ultimo è morto nel gennaio 2007. Dal 2005 redattore capo del WAZ è Ulrich Reitz, che aveva ricoperto lo stesso ruolo nel Rheinischen Post. Al giornale lavorano in tutto 320 redattori e fotografi. La redazione centrale di Essen conta anche 23 sotto-redazioni locali.
Dal WAZ venne fondata anche la WAZ-Mediengruppe.
Il WAZ ha cambiato il suo aspetto nel corso degli anni. Si è così notato come nel corso di una generale ristrutturazione sia la pagina principale che la seconda pagina siano state allargate a stabili autorevoli colonnisti; la sezione di società venne allargata, mentre quella di politica e di cultura accorciata.

## Critiche recenti
Alla fine del 2006 il WAZ chiuse alcune redazioni locali nel nord del Ruhrgebiet. Contemporaneamente anche altre edizioni, come il Bauer-Verlag, chiusero le loro redazioni locali nelle città dove era presente anche il WAZ con le sue sedi. Venne quindi sollevata una polemica che accusava le case editrici di volersi spartire il territorio secondo aree di pertinenza, creando così un cartello. Ciò fece ridurre considerevolmente la varietà di giornali in alcune città. Il WAZ naturalmente smentì questa tesi. I giornalisti del WAZ e gli altri editori colpiti dal caso manifestarono contro questi presunti piani; ma su queste dimostrazioni il WAZ non riferì in alcun articolo.